# Jacob Schneider (Politiker)
Johann Jacob Schneider (* 22. November 1782 in Hohenroth; † 25. Februar 1855 auf dem Hof Krempel bei Elsoff) war ein deutscher Gutsbesitzer und Mitglied des Nassauischen Landtags.

## Leben

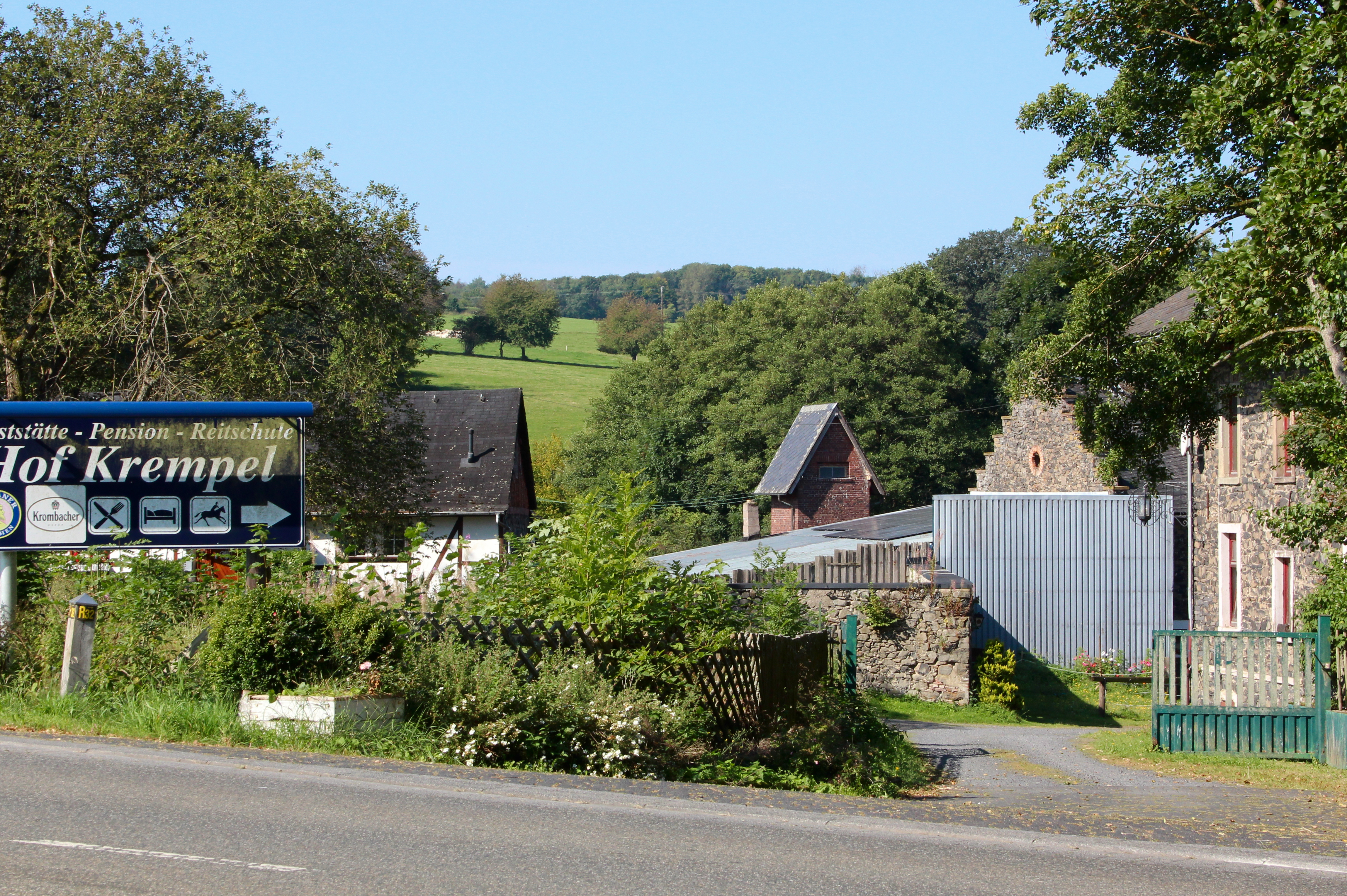
Hof Krempel bei Elsoff/Westerwald

Als Hofbeständer (Hofverwalter) auf dem Hof Krempel in Elsoff/Westerwald erhielt Jacob Schneider 1839 aus der Gruppe der Grundbesitzer des Wahlkreises Wiesbaden ein Mandat für die Zweite Kammer des Nassauischen Landtags. Er blieb bis 1845 in dem Parlament. 

## Familie
Er wurde als Sohn des Johann Christian Schneider (1752–1830) und dessen Ehefrau Anna Margaretha Grimm geboren.
Am 8. August 1802 heiratete er in Homberg (Westerwald) Anna Elisabeth Gertrud Flick (1783–1839, Tochter des Hofbesitzers Johann Christian Flick). Aus der Ehe ging der Sohn Peter (* 1803) hervor.